# Campionati mondiali di pentathlon moderno 1958
I campionati mondiali di pentathlon moderno 1958 si sono svolti a Aldershot, nel Regno Unito. Si sono disputate le gare maschili individuali ed a squadre.

## Risultati

### Maschili
| Evento      | Oro                                                                | Argento                                         | Bronzo                                           |
| Individuale | Igor' Novikov                                                      | Kurt Lindeman                                   | Aleksandr Tarasov                                |
| A squadre   | Unione Sovietica Igor' Novikov Aleksandr Tarasov Nikolaj Tatarinov | Ungheria András Balczó Aladár Kovácsi Imre Nagy | Finlandia Väinö Korhonen Kurt Lindeman Eero Lohi |

## Medagliere
| Posizione | Paese            |   |   |   | Totale |
| --------- | ---------------- | - | - | - | ------ |
| 1         | Unione Sovietica | 2 | 0 | 1 | 3      |
| 2         | Finlandia        | 0 | 1 | 1 | 2      |
| 3         | Ungheria         | 0 | 1 | 0 | 1      |
| Totale    | Totale           | 2 | 2 | 2 | 6      |